# Кривај (Пожега)
Кривај је насељено место у саставу града Пожеге, у Славонији, Република Хрватска.

## Становништво
Насеље је према попису становништва из 2011. године имало 79 становника.
| Националност       | 1991.       |
| Хрвати             | 75 (93,75%) |
| Срби               | 0           |
| Југословени        | 2 (2,50%)   |
| остали и непознато | 3 (3,75%)   |
| Укупно             | 80          |